# Seychellernas herrlandslag i volleyboll
Seychellernas herrlandslag i volleyboll representerar Seychellerna i volleyboll på herrsidan. Laget har deltagit i afrikanska mästerskapet, afrikanska spelen och indiska oceanspelen. De vann indiska oceanspelen 2011.

### Fotnoter
1. ↑  Todor Krastev. ”Men Volleyball VII All Africa Games 1999 Johannesburg (RSA) - 11-18.09 Winner Cameroon” (på engelska). http://www.todor66.com/volleyball/Africa/Men_AAG_1999.html. Läst 1 november 2023.
2. ↑  ”Indian Ocean Island Games 2018/19” (på engelska). Volleybox. https://volleybox.net/men-indian-ocean-island-games-2018-19-o10165. Läst 1 november 2023.